# Tol alao
Tol alao là một loại đàn cổ sơ của người Ba Na. Nhạc cụ này cũng được người Ca Dong sử dụng và cũng được gọi là tol alao. Đây là loại đàn dành riêng cho nữ giới. Các cô gái thường đánh cho các chàng trai thưởng thức.
Tol alao là một ống lồ ô dài khoảng 1m, đường kính từ 8 đến 12 cm. Người ta tách từ thân ống ra những sợi dây để làm dây đàn. Những dây này còn dính ở 2 đầu ống và được buộc bằng day. Để tạo ra những dây đàn có cao độ như ý muốn họ chêm mẩu tre hoặc gỗ ở dưới 2 đầu dây để làm ngựa đàn. Trên thân đàn có một lỗ hình lục giác với mỗi cạnh 4 cm dùng làm lỗ thoát âm. Nhạc cụ này có 5 dây, âm thanh nhỏ, dịu dàng nên không dùng trong lễ hội náo nhiệt mà chỉ sử dụng nơi yên tĩnh, lúc đêm khuya.
Khi diễn tấu, cô gái đặt đàn nằm ngang trên đùi, hai tay cầm 2 chiếc que gõ lên 5 dây đàn như cách đánh tam thập lục. Tay trái chơi bè trầm, tay phải đi giai điệu. Năm dây đàn sẽ phát ra âm thanh tương ứng với các nốt đô, mi, sol, la, đô theo hệ thống ngũ cung.